# Cymbalaria
Cymbalaria é um género botânico pertencente à família Plantaginaceae. Tradicionalmente este gênero era classificado na família das    Scrophulariaceae.
As espécies são nativas da Europa.

## Espécies
O género integra cerca de 10 espécies, entre as quais:
- Cymbalaria aequitriloba
- Cymbalaria hepaticifolia
- Cymbalaria longipes
- Cymbalaria microcalyx
- Cymbalaria muelleri
- Cymbalaria muralis
- Cymbalaria pallida
- Cymbalaria pilosa

## Nome e referências
Cymbalaria Hill, 1756.